# Leucopis aldrichi
Leucopis aldrichi är en tvåvingeart som beskrevs av Tanasijtshuk 2006. Leucopis aldrichi ingår i släktet Leucopis och familjen markflugor.
Artens utbredningsområde är Indiana. Inga underarter finns listade i Catalogue of Life.